# Seznam českých minerálních vod
Následující seznam obsahuje minerální vody (ve významu zákona č. 164/2001 Sb.) pocházející z území České republiky. Minerální voda může být vyráběna ze směsi několika pramenů, případně nemusí pocházet ze stejnojmenného pramene (např. Excelsior) – významné prameny jsou proto uvedeny samostatně v tomto seznamu.
| Název                     | Původ                  | Miner. | Typ               | CO2   | Mg    | Ca    | Na    | K    | HCO3− | SO42− | Význ. složky       | Poznámka |
| ------------------------- | ---------------------- | ------ | ----------------- | ----- | ----- | ----- | ----- | ---- | ----- | ----- | ------------------ | --- |
| Aqua Maria                | Mariánské Lázně        | 294    |                   | 2581  | 13,5  | 27,6  | 20,3  | 3,12 | 104,6 | 46    | Mn, H2SiO3         | Vrt BJ-6 Nová Marie, bývalý pramen Hamelika. Odželezněno, syceno. |
| Bílinská kyselka          | Bílina                 | 7357   | HCO3-Na           | 2067  | 45    | 134   | 1743  | 90,8 | 4471  | 574   | F, Li              | F 4,5 mg/l, Li 3,67 mg/l |
| Dobrá voda                | Byňov                  | 146    |                   |       | 8,6   | 6     | 11,3  | 10,7 | 111   | 2,03  | -                  | [ 3 ] [ 4 ] |
| Excelsior                 | Mariánské Lázně        | 294    |                   | 2581  | 13,5  | 27,6  | 20,3  | 3,12 | 104,6 | 46    | Mn, H2SiO3         | Z vrtu BJ-6 Nová Marie, býv. pramen Hamelika. Odželezněno, syceno. |
| Excelsior original        | Mariánské Lázně        | 10 000 | SO4-HCO3-Na       |       |       |       |       |      |       |       | Li                 | Pramen Ferdinand VI. |
| Hanácká kyselka           | Horní Moštěnice        | 2995   | HCO3-Ca-Na        | 1500  | 68    | 270   | 248   | 15   | 1580  |       | F, I               | 2300 mg/l, Cl− 185 g/l |
| Hanácká kyselka Pro Vital | Horní Moštěnice        | 2533   | HCO3-Ca-Na        |       | 71    | 270   |       |      |       |       | F                  | [ 3 ] |
| Ida                       | Lázně Běloves          | 870    | HCO3-SO4-Ca-Na-Mg | 2345  | 23,4  | 86,4  | 98,5  | 12,6 | 527   | 102,2 | As                 | V současnosti není stáčena, dostupná v místě. |
| Il-Sano                   | Dolní Kramolín         | 730    | HCO3-Ca-Mg        | 2600  | 54,5  | 70,1  | 26,5  | 4,1  | 534   | 56,5  | H2SiO3, Fe         | Fe 35–38,5 mg/l, H2SiO3 98,5–123 mg/l |
| Korunní                   | Stráž nad Ohří         | 970    | HCO3-Na-Ca-Mg     | 2400  | 31    | 78    | 103   | 25   |       |       | -                  | rozsah 970–1200 mg/l |
| Magnesia                  | Louka                  | 788    | HCO3-Mg           | 2000  | 170   | 37,4  | 6,17  | 0,8  | 970   | 11,1  | H2SiO3             | Směs několika vrtů včetně Grünské kyselky (obsah Mg 290–451 mg/l). |
| Mattoni                   | Lázně Kyselka          | 962    | HCO3-Ca-Mg        |       | 25    | 84,5  | 69,9  | 0    | 528   | 40    | H2SiO3             | Voda z několika vrtů Doupovských hor, odlišná oproti původní Mattonce z Kyselky.                                                                                            |
| Mlýnský pramen            | Karlovy Vary           | 6268   | HCO3-SO4-Cl-Na    | neuv. | 40,3  | 93,5  | 1650  | 95   | 2200  | 1590  | H2SiO3             | Cl- 584 mg/l, F- 6,2 g/l, H2SiO3 84,2 mg/l, zdroje BJ 35, BJ 36, BJ 37; stáčený balený Mlýnský pramen pochází z pramenů Vřídla, klasický Mlýnský pramen (BJ 41) stáčen není |
| Poděbradka                | Poděbrady              | 2052   | HCO3-Cl-Na-Ca     | 2000  | 63,1  | 158   | 464   | 58,5 | 1320  | 79,4  | -                  | Voda z vrtů BJ 13, BJ 17 a BJ 18 u Velkého Zboží. Cl− 446 g/l |
| Poděbradka Pro Linie      | Poděbrady              | 2720   | HCO3-Cl-Na-Ca     | 2000  | 67    | 166   |       |      |       |       | -                  | [ 3 ] |
| Praga                     | Břvany                 | 1964   | HCO3-SO4-Na-Ca-Mg | 2000  | 88,5  | 201,7 | 196,6 |      | 824   | 623   | -                  | V současnosti není stáčena, dostupná v místě. |
| Odysea                    | Brodek u Přerova       |        |                   | 1508  | 99    | 194   | 408   |      | 2013  | 0,49  | I                  | vrt NP 768a, F 0,87 g/l, I 0,095 g/l, Cl 148,5 g/l |
| Ondrášovka                | Ondrášov               | 560    | HCO3-Ca           | 2500  | 25,5  | 197   | 28,4  | 2    | 805   | 10,9  | -                  | mineralizace 560–630 mg/l |
| Rudolfův pramen           | Mariánské Lázně        | 2293   |                   | 1754  | 125,8 | 252,7 | 98    | 11,2 | 1564  | 79,8  | Fe, H2SiO3         | Vrt BJ 37. |
| Salacia                   | Domašov nad Bystřicí   | 1300   | HCO3-Ca           | 2500  | 33    | 245   | 24,5  | 1,9  | 1005  | 16,7  | -                  | Pramen Domašovská kyselka, v současnosti nedostupná. |
| Šaratica                  | Šaratice               | 12 785 | SO4-Na-Mg         | -     | 861   | 268   | 2118  | 29   | 579   | 8383  | -                  | směs vod z několika zřídelních polí |
| Vincentka                 | Luhačovice             | 9525   | HCO3-Cl-Na        | 2723  | 16    | 258   | 2447  | 134  | 4853  | 1,2   | HBO2, Li, Ba, I, F | Pramen Nová Vincentka, jehož voda je stáčena do lahví jako Vincentka. |
| Vratislavická kyselka     | Vratislavice nad Nisou | 1324   | HCO3-Na-Ca        | 3113  | 21    | 60    | 208   | 18,3 | 854   | 30,3  | H2SiO3, Fe, Zn     | Stáčírna zavřena roku 2008 |
| Zaječická hořká           | Zaječice               | 33 144 | SO4-Mg            | -     | 5033  | 301   | 1755  | 696  | 860   | 2254  | I                  | Směs z několika jímacích studní. |
| ZON                       | Třebíč                 |        |                   | -     | 5,8   | 39,2  | 8,4   |      |       | 23,3  | -                  | splňuje kojenecké parametry |